# Mateusz Banasiuk
Mateusz Banasiuk (Varsóvia, 21 de setembro de 1985) é um ator polonês, conhecido por estrelar o filme Um Mergulho no Espaço (2013).

## Filmografia
| Ano  | Título                | Personagem |
| ---- | --------------------- | ---------- |
| 2023 | Amor² Outra Vez       | Enzo       |
| 2021 | Amor²                 | Enzo       |
| 2013 | Um Mergulho no Espaço | Kuba       |
| 2009 | Tudo que Eu Amo       | Staszek    |
| 2006 | Who Never Lived       | Mateusz    |